# Greenisland
Greenisland is een plaats in het Ierse graafschap County Antrim. De plaats telt 5050 inwoners. Greenisland ligt op ongeveer 12 km ten oosten van Belfast, aan de noordoever van de Belfast Lough.
Antrim · Ballycarry · Ballycastle · Ballyclare · Ballymena · Ballymoney · Bushmills · Carrickfergus · Cushendun · Glengormley · Greenisland · Larne · Lisburn · Newtownabbey · Portrush · Randalstown